# Louis-Marie Bossut
Pour les articles homonymes, voir Bossut.
Louis-Marie Bossut, né le 17 avril 1873 à Roubaix et mort le 16 avril 1917 à Berry-au-Bac, est un officier français. Après des études chez les Jésuites à Boulogne-sur-Mer, il obtient en 1891, son baccalauréat es lettres. En raison de sa mauvaise vue, il est refusé à l'École navale. Il avait probablement choisi Navale parce que son père Jean était négociant en textile à Roubaix et armateur. Sa mauvaise vue l'a obligé à porter un monocle, qui l'a rendu célèbre. Officier de cavalerie, brillant cavalier, il est volontaire pour l'artillerie d'assaut.

« Le char, c’est un cheval avec lequel on charge. »

Il meurt au combat le 16 avril 1917 à la tête de ses chars près de Berry-au-Bac, alors qu'il était le commandant du 1er Groupement d'artillerie d'assaut (AS4).
La tombe du commandant Bossut est au cimetière de Roubaix dans le caveau familial. Une statue a été érigée à Roubaix en son honneur dans le parc Barbieux.
Un prix Louis-Bossut est décerné par l’inspection de l’Arme blindée cavalerie et de l’Union nationale de l’Arme blindée cavalerie-chars.

## Carrière
Il s'engage le 7 juillet 1892 au 19e régiment de chasseurs à cheval, en garnison à Hesdin (Pas-de-Calais), il y rencontrera son épouse Emme Thuilier.
- Brigadier le 16 janvier 1893
- maréchal des logis le 1er octobre 1893
- maréchal des logis chef le 13 juin 1895

Il se rengage le 7 juillet 1896 et le 1er octobre 1898, il est élève officier à l'École de Saumur
- Sous-lieutenant le 25 septembre 1899
- Lieutenant le 25 septembre 1900
- Capitaine le 25 septembre 1909

Il était en garnison à Joigny en 1913 et commandait le 3e escadron du 1er régiment de dragons. Jean Renoir était dans cet escadron sous ses ordres et, sciemment ou non, il a pris celui-ci comme modèle dans La grande illusion pour le rôle du capitaine de Boëldieu, qui est une copie de Louis Bossut.
Les premières unités de chars d'assaut (Artillerie spéciale) ont été créées en 1916 et rattachées au 81e Régiment d'artillerie lourde. Il passe au 81e RAL en septembre 1916, entraînant avec lui une partie de l'escadron.
- chef d'escadron le 4 octobre (tableau d'avancement en janvier 1917).

## Chemin des Dames
Engagement lors de la Bataille du Chemin des Dames.

Au 1er avril, l'« Artillerie spéciale » a reçu 208 Schneider, dont 34 inutilisables, et 48 Saint-Chamond. Le nouveau commandant en chef Robert Nivelle exige l'engagement de l'Artillerie spéciale, en appui de la  Ve Armée près de Berry-au-Bac, le 16 avril, malgré l'opposition du général Estienne qui considère que l'action est prématurée. Louis Bossut est placé à la tête du Groupement qui, avec cinq groupes d’assaut, doit participer à l’offensive du 16 avril en appui du 32e corps d’armée.
Unités participantes : L'AS 2 commandée par le capitaine Pardon, L'AS 4 commandée par le capitaine Forsanz, L'AS 5 commandée par le capitaine Nosceareau, L'AS 6 commandée par le capitaine Chanoine, L'AS 9 commandée par le capitaine Goubernard. Commandés par Bossut dans son trompe la mort portant son fanion A fond et jusqu'au bout.
"Vous n’ignorez pas que le plan de la première attaque des chars français est loin d’être ce que j’avais préconisé ! (…) Je ne veux pas que les survivants me reprochent la mort inutile de leurs camarades. En leur montrant moi-même le chemin, cette crainte disparaît. Je n’accepte donc de transmettre l’ordre d’attaque qu’à condition de marcher le premier à l’ennemi". Il pressent l’échec et demande à marcher en tête sur son char « Trompe la mort ».
À 9 h 30, le commandant Bossut adresse au général Mazel qui commande la Ve Armée un dernier message par pigeon voyageur : « Sommes arrêtés devant 2e position allemande par trous d’obus impossibles à franchir. Mes deux adjoints sont blessés. Sommes navrés ne pouvoir avancer plus vite. Faisons notre possible ».
Ils arrivent vers 10 h au carrefour du Choléra sur la route Laon-Reims, parviennent à franchir la seconde position allemande, et même pour l’A.S. 5 et l’A.S. 9 la troisième entre Juvincourt et Guignicourt. Mais les rescapés finissent par se replier vers 17 h 30.
L'attaque est un échec, avec de nombreuses pertes chez les équipages de chars, dont le commandant Louis Bossut, qui commande l'un des deux groupements engagés. Retrouvé mort sur le champ de bataille par son frère Pierre, adjudant à l’A.S. 2, il est d’abord enterré dans le cimetière communal de Maizy. Après la guerre, Louis Bossut a été inhumé au cimetière de Roubaix dans le caveau familial

## Commandements
- 1er Groupement d'artillerie d'assaut (AS4).

## Décorations françaises
- Chevalier de la Légion d'honneur (5 mars 1915)[3]
- Croix de guerre 1914–1918

### Citations
7 citations : 4 palmes, 3 étoiles

La première à l'ordre du régiment le 10 septembre 1914

## Décorations étrangères importantes
Croix de l'ordre de Sainte-Anne de Russie : cette distinction avec glaive, ce qui la différencie de la décoration correspondante du temps de paix, est accordée, en temps de guerre, en récompense aux capitaines qui se sont fait remarquer par leur valeur et leur bravoure.